# ブライス・デイヴィソン
ブライス・デイヴィソン（英語: Bryce Davison、1986年1月29日 - ）は、アメリカ合衆国・カリフォルニア州ウォールナットクリーク出身の男性元フィギュアスケート選手。2006年トリノオリンピック、2010年バンクーバーオリンピックペアカナダ代表。パートナーはジェシカ・デュベなど。

## 人物
元フィギュアスケート選手のミシェル・ムーアと2013年に交際を始めた。2015年9月27日に婚約し、2017年6月17日に結婚した。

## 経歴
カリフォルニア州ウォールナットクリークに生まれ、5歳でスケートを始めた。当初、ジェシー・マクニールらとペアを結成するが国際大会で表彰台に上ることはなかった。2003年よりジェシカ・デュベとペアを結成。ペアとして活動を続ける傍ら、パートナーのジェシカ・デュベと同様に男子シングルへも国内大会ながらエントリーを続けた。
2004年、2005年世界ジュニアフィギュアスケート選手権ペアで2位。2006年トリノオリンピックペアに出場し10位となる。2007年カナダ選手権ペア優勝。
2007-2008シーズン、スケートアメリカで優勝、スケートカナダでは2位となった。3戦目のNHK杯は3位。初出場のグランプリファイナルではフリースケーティングで自己最高得点を更新し、4位となった。2008年カナダ選手権は2位に終わり2連覇はならなかった。3度目の出場となった世界選手権ではミスを最小限に留めた演技で、ショートプログラム4位から順位を1つ上げ、自身初めての世界選手権のメダルを獲得した。
2008-2009シーズン、スケートカナダで2位、NHK杯で3位となりグランプリファイナルに進出することはできなかったものの2009年カナダ選手権では2度目の優勝を果たした。世界選手権では7位に終わり、バンクーバーオリンピックの最大出場枠を確保することはできなかった。
地元カナダで行われたバンクーバーオリンピックでは、ジャンプの調子が上がらないものの、6位に入賞した。
2010-2011シーズンの全ての試合を離断性骨軟骨炎の治療のため欠場することを発表し、10月26日に手術を行った。2011年3月にデュベとのペア解消を発表した。
引退後はコーチに転向した。

## 主な戦績

### ペア
| 大会/年            | 2003-04 | 2004-05 | 2005-06 | 2006-07 | 2007-08 | 2008-09 | 2009-10 |
| ------------------ | ------- | ------- | ------- | ------- | ------- | ------- | ------- |
| 冬季オリンピック   |         |         | 10      |         |         |         | 6       |
| 世界選手権         |         |         | 7       | 7       | 3       | 7       | 6       |
| 四大陸選手権       |         |         |         | 棄権    |         | 2       |         |
| 世界国別対抗戦     |         |         |         |         |         | T2 / P3 |         |
| カナダ選手権       |         | 棄権    | 2       | 1       | 2       | 1       | 1       |
| GPファイナル       |         |         |         |         | 4       |         |         |
| GPエリック杯       |         |         |         |         |         |         | 2       |
| GPNHK杯            |         |         |         |         | 3       | 3       |         |
| GPスケートカナダ   |         |         |         |         | 2       | 2       | 3       |
| GPスケートアメリカ |         |         | 6       |         | 1       |         |         |
| GP中国杯           |         |         | 4       |         |         |         |         |
| 世界Jr.選手権      | 2       | 2       |         |         |         |         |         |
| JGPファイナル      | 1       | 棄権    |         |         |         |         |         |
| JGPハルビン        |         | 2       |         |         |         |         |         |
| JGPロングビーチ    |         | 1       |         |         |         |         |         |
| JGPSBC杯           | 1       |         |         |         |         |         |         |
| JGPメキシコ杯      | 1       |         |         |         |         |         |         |

| 大会/年     | 2002-03 |
| ----------- | ------- |
| JGPアリゾナ | 5       |

#### 詳細
| 2009-2010 シーズン    |                                                      |         |          |          |
| 開催日                | 大会名                                               | SP      | FS       | 結果     |
| 2010年3月22日 - 28日  | 2010年世界フィギュアスケート選手権（トリノ）         | 8 59.36 | 6 117.71 | 6 177.07 |
| 2010年2月12日 - 28日  | バンクーバーオリンピック（バンクーバー）             | 6 65.36 | 6 121.75 | 6 187.11 |
| 2010年1月11日 - 17日  | カナダフィギュアスケート選手権（ロンドン）           | 2 62.87 | 1 135.40 | 1 198.27 |
| 2009年11月19日 - 22日 | ISUグランプリシリーズ スケートカナダ（キッチナー）   | 3 57.90 | 3 109.03 | 3 166.93 |
| 2009年10月15日 - 18日 | ISUグランプリシリーズ エリック・ボンパール杯（パリ） | 3 64.54 | 2 116.43 | 2 180.97 |

| 2008-2009 シーズン       |                                                      |         |          |          |
| 開催日                   | 大会名                                               | SP      | FS       | 結果     |
| 2009年4月16日 - 19日     | 2009年世界フィギュアスケート国別対抗戦（東京）       | 4 55.44 | 3 108.68 | 3 164.12 |
| 2009年3月23日 - 29日     | 2009年世界フィギュアスケート選手権（ロサンゼルス）   | 7 61.80 | 6 111.02 | 7 172.82 |
| 2009年2月2日 - 8日       | 2009年四大陸フィギュアスケート選手権（バンクーバー） | 2 64.36 | 2 121.26 | 2 185.62 |
| 2009年1月14日 - 18日     | カナダフィギュアスケート選手権（サスカトゥーン）     | 2 62.22 | 1 126.21 | 1 188.43 |
| 2008年11月27日 - 30日    | ISUグランプリシリーズ NHK杯（東京）                  | 3 55.24 | 3 101.52 | 3 156.76 |
| 2008年10月31日 - 11月2日 | ISUグランプリシリーズ スケートカナダ（オタワ）       | 3 60.14 | 1 116.40 | 2 176.54 |

| 2007-2008 シーズン       |                                                        |         |          |          |
| 開催日                   | 大会名                                                 | SP      | FS       | 結果     |
| 2008年3月17日 - 23日     | 2008年世界フィギュアスケート選手権（ヨーテボリ）       | 4 68.66 | 2 124.12 | 3 192.78 |
| 2008年1月16日 - 20日     | カナダフィギュアスケート選手権（バンクーバー）         | 5 54.32 | 2 120.54 | 1 174.86 |
| 2007年12月13日 - 16日    | 2007/2008 ISUグランプリファイナル（トリノ）            | 4 57.06 | 4 115.37 | 4 172.43 |
| 2007年11月29日 - 12月2日 | ISUグランプリシリーズ NHK杯（仙台）                    | 3 58.16 | 3 102.05 | 3 160.21 |
| 2007年11月1日 - 4日      | ISUグランプリシリーズ スケートカナダ（ケベックシティ） | 2 63.12 | 2 111.08 | 2 174.20 |
| 2007年10月25日 - 28日    | ISUグランプリシリーズ スケートアメリカ（レディング）   | 1 60.80 | 1 112.46 | 1 173.26 |

| 2006-2007 シーズン   |                                                              |         |          |          |
| 開催日               | 大会名                                                       | SP      | FS       | 結果     |
| 2007年3月19日 - 25日 | 2007年世界フィギュアスケート選手権（東京）                   | 7 58.94 | 7 105.65 | 7 164.59 |
| 2007年2月5日 - 11日  | 2007年四大陸フィギュアスケート選手権（コロラドスプリングス） | 8 53.39 | -        | 棄権     |
| 2007年1月15日 - 21日 | カナダフィギュアスケート選手権（ハリファックス）             | 1 59.94 | 1 114.01 | 1 173.95 |

| 2005-2006 シーズン    |                                                                  |          |           |           |
| 開催日                | 大会名                                                           | SP       | FS        | 結果      |
| 2006年3月20日 - 26日  | 2006年世界フィギュアスケート選手権（カルガリー）                 | 7 58.81  | 6 110.91  | 7 169.72  |
| 2006年2月10日 - 26日  | トリノオリンピック（トリノ）                                     | 11 55.48 | 10 104.23 | 10 159.71 |
| 2006年1月9日 - 15日   | カナダフィギュアスケート選手権（オタワ）                         | 3 55.52  | 2 112.28  | 2 167.80  |
| 2005年11月3日 - 6日   | ISUグランプリシリーズ 中国杯（北京）                             | 4 53.16  | 4 104.32  | 4 157.48  |
| 2005年10月20日 - 23日 | ISUグランプリシリーズ スケートアメリカ（アトランティックシティ） | 6 47.90  | 5 104.30  | 6 152.20  |

| 2004-2005 シーズン     |                                                            |         |         |          |
| 開催日                 | 大会名                                                     | SP      | FS      | 結果     |
| 2005年2月28日 - 3月6日 | 2005年世界ジュニアフィギュアスケート選手権（キッチナー）   | 2 53.89 | 2 92.67 | 2 146.56 |
| 2005年1月17日 - 23日   | カナダフィギュアスケート選手権（ロンドン）                 | 6 50.66 | -       | 棄権     |
| 2004年9月16日 - 19日   | ISUジュニアグランプリ ハルビン（ハルビン）                 | 3 44.98 | 1 89.20 | 2 134.18 |
| 2004年9月9日 - 12日    | ISUジュニアグランプリ スケートロングビーチ（ロングビーチ） | 1 45.68 | 2 78.64 | 1 124.32 |

| 2003-2004 シーズン    |                                                      |    |    |      |
| 開催日                | 大会名                                               | SP | FS | 結果 |
| 2004年3月1日 - 6日    | 2004年世界ジュニアフィギュアスケート選手権（ハーグ） | 2  | 2  | 2    |
| 2003年12月11日 - 14日 | 2003/2004 ISUジュニアグランプリファイナル（マルモ）  | 1  | 1  | 1    |
| 2003年10月16日 - 19日 | ISUジュニアグランプリ SBC杯（岡谷）                  | 1  | 1  | 1    |
| 2003年9月25日 - 28日  | ISUジュニアグランプリ メキシコ杯（メキシコシティ）   | 1  | 1  | 1    |

| 2002-2003 シーズン   |                                                  |    |    |      |
| 開催日               | 大会名                                           | SP | FS | 結果 |
| 2002年9月19日 - 22日 | ISUジュニアグランプリ アリゾナ（スコッツデイル） | 4  | 5  | 5    |

### 男子シングル
| 大会/年      | 2004-05 | 2005-06 | 2006-07 |
| ------------ | ------- | ------- | ------- |
| カナダ選手権 | 6 J     | 15      | 15      |

## プログラム使用曲
| シーズン  | SP                                                                | FS                                                    | EX                                                              |
| --------- | ----------------------------------------------------------------- | ----------------------------------------------------- | --------------------------------------------------------------- |
| 2010–2011 | 映画『マスク・オブ・ゾロ』より 作曲：ジェームズ・ホーナー         | 映画『追憶』より 作曲：マーヴィン・ハムリッシュ       |                                                                 |
| 2009–2010 | 映画『レクイエム・フォー・ドリーム』より 作曲：クリント・マンセル | 映画『追憶』より 作曲：マーヴィン・ハムリッシュ       | フィックス・ユー 曲：コールドプレイ                             |
| 2008-2009 | フィックス・ユー 曲：コールドプレイ                               | 歌劇『カルメン』より 作曲：ジョルジュ・ビゼー         | On Fire 演奏：スウィッチフット                                  |
| 2007-2008 | ガリシア・フラメンコ 作曲：ジーノ・ダウリ                         | The Blower's Daughter 作曲：ダミアン・ライス          | The Blower's Daughter 作曲：ダミアン・ライス                    |
| 2006-2007 | ガリシア・フラメンコ 作曲：ジーノ・ダウリ                         | The Blower's Daughter 作曲：ダミアン・ライス          | The Blower's Daughter 作曲：ダミアン・ライス                    |
| 2005-2006 | あなたに出逢えて 作曲：ラウル・ディ・ブラシオ                     | ヘ調の協奏曲 作曲：ジョージ・ガーシュウィン           | エンドレス・ラブ ボーカル：ライオネル・リッチー、ダイアナ・ロス |
| 2004-2005 | あなたに出逢えて 作曲：ラウル・ディ・ブラシオ                     | 映画『ロミオとジュリエット』より 作曲：ニーノ・ロータ | My Immortal 曲：エヴァネッセンス                                |
| 2003-2004 | Whose Woods These Are 作曲：デヴィッド・トーク                    | ロメオとジュリエット 作曲：セルゲイ・プロコフィエフ   |                                                                 |